# Міляс-Бодрум (аеропорт)
Аеропорт Міляс-Бодрум ((IATA: BJV, ICAO: LTFE), тур. Milas-Bodrum Havalimanı) — міжнародний аеропорт, який обслуговує турецькі міста Бодрум та Міляс. Аеропорт розташований за 36 км на північний схід від міста Бодрум та за 16 км на південь від Міляс.

## Термінали
Аеровокзал Бодрума складається з двох терміналів — для внутрішніх і міжнародних рейсів.
- Термінал внутрішніх рейсів розташований у старому приміщенні аеропорту, з 2012 року обслуговує виключно рейси всередині країни.
- Міжнародний термінал. Нова будівля терміналу, споруджена у 2012 році, має пропускну здатність до 5 млн пасажирів на рік.

## Авіалінії та напрямки, лютий 2021
| Авіакомпанія                   | Пункт призначення |
| ------------------------------ | --- |
| Aeroflot                       | Сезонний: Москва–Шереметьєво |
| Air Astana                     | Сезонний: Алмати, Нур-Султан |
| Air Serbia                     | Сезонний чартер: Белград |
| Anadolujet                     | Анкара, Анталія, Стамбул–Сабіха Гекчен Сезонний: Кувейт                                                                                  |
| Animawings                     | Сезонний: Бухарест |
| Azerbaijan Airlines            | Сезонний: Баку |
| Azur Air                       | Сезонний чартер: Москва–Внуково |
| Azur Air Ukraine               | Сезонний чартер: Київ-Бориспіль |
| Belavia                        | Сезонний чартер: Мінськ |
| British Airways                | Сезонний: Лондон–Хітроу |
| Corendon Airlines              | Сезонний: Базель, Кельн/Бонн, Дюссельдорф (з 23 травня 2021), Франкфурт, Гамбург, Ганновер, Мюнхен, Штутгарт, Відень                     |
| easyJet                        | Сезонний: Бристоль, Единбург, Ліверпуль, Лондон–Гатвік, Лондон–Лутон                                                                     |
| Edelweiss Air                  | Сезонний: Цюрих |
| Enter Air                      | Сезонний чартер: Гданськ, Катовиці, Познань, Варшава–Шопен, Вроцлав                                                                      |
| Eurowings                      | Сезонний: Кельн/Бонн, Гамбург |
| FlyOne                         | Сезонний чартер: Кишинів |
| GetJet Airlines                | Сезонний чартер: Вільнюс |
| I-Fly                          | Сезонний чартер: Москва-Внуково |
| Jazeera Airways                | Сезонний: Кувейт |
| Jet2.com                       | Сезонний: Бірмінгем, Бристоль (з 5 травня 2022),, Східний Мідландс, Единбург, Глазго, Лідс/Бредфорд, Лондон-Станстед, Манчестер, Ньюкасл |
| Kuwait Airways                 | Сезонний: Кувейт |
| LOT Polish Airlines            | Сезонний чартер: Катовиці |
| Lufthansa                      | Сезонний: Франкфурт, Мюнхен |
| Luxair                         | Сезонний: Люксембург |
| Onur Air                       | Сезонний: Багдад, Басра, Стамбул Сезонний чартер: Гданськ, Катовиці, Зелена Гура                                                         |
| Pegasus Airlines               | Адана, Анкара, Стамбул–Сабіха Гекчен, Київ-Бориспіль Сезонний: Кельн/Бонн, Львів, Москва–Домодєдово, Нюрнберг                            |
| Pobeda                         | Сезонний: Москва–Внуково |
| Qatar Airways                  | Сезонний: Доха |
| Red Wings Airlines             | Сезонний чартер: Казань, Ст Петербург |
| Royal Flight                   | Сезонний чартер: Москва–Шереметьєво, Ростов-на-Дону, Єкатеринбург                                                                        |
| Royal Jordanian                | Сезонний чартер: Амман |
| Ryanair                        | Сезонний: Дублін |
| SkyUp                          | Сезонний чартер: Київ-Жуляни |
| Smartwings                     | Сезонний: Прага |
| Smartwings Poland              | Сезонний чартер: Катовиці, Познань, Варшава–Шопен, Вроцлав                                                                               |
| SunExpress                     | Сезонний: Кельн/Бонн (з 14 травня 2021), , Дюссельдорф, Франкфурт, Ганновер, Мюнхен, Відень (з 3 липня 2021)                             |
| TAROM                          | Сезонний чартер: Бухарест |
| TUI Airways                    | Сезонний: Бірмінгем, Бристоль, Донкастер/Шеффілд, Лондон–Гатвік, Манчестер                                                               |
| TUI fly Belgium                | Сезонний: Брюссель, Остенде-Брюгге |
| TUI fly Netherlands            | Сезонний: Амстердам |
| Turkish Airlines               | Стамбул, Стамбул–Сабіха Гекчен Сезонний: Берлін, Лондон-Гатвік, Москва-Внуково (з 2 травня 2021), Мюнхен                                 |
| Ukraine International Airlines | Сезонний чартер: Київ-Бориспіль |
| Ural Airlines                  | Сезонний чартер: Москва–Домодєдово |
| Windrose Airlines              | Сезонний чартер: Київ-Бориспіль |
| Yakutia Airlines               | Сезонний чартер: Москва-Внуково |